# Herbert Kupferberg
Herbert Kupferberg (New York, 1918. január 20.  – New York, 2001. február 22.) amerikai zenekritikus, a Parade Magazin főszerkesztője.

## Pályája
Kupferberg mesterdiplomát angolból és újságírásból a Columbia Egyetemen szerzett. Több mint húsz évig volt szerkesztő és kritikus a New York Herald Tribune lapnál. 1966-ban csatlakozott a Parade-hoz. Írt a The Atlantic, illetve a National Observer folyóiratokba is.

## Írásai
Megjelent több könyve, beleértve Those Fabulous Philadelphians: The Life and Times of a Great Orchestra (Azok a mesés philadelphiaiak: Egy nagyszerű zenekar élete és kora, 1970), és Amadeus: A Mozart Mosaic (Amadeus: Mozart Mozaik, 1986).
Más könyvei:
- The Mendelssohns: Three Generations of Genius (A Mendelssohnok: A génius három generációja), 1972
- Felix Mendelssohn: His Life, His Family, His Music (Felix Mendelssohn: Élete, családja, zenéje), 1972
- A Rainbow of Sound: The Instruments of the Orchestra and Their Music, with Morris Warman's photographs (Hangszivárvány: A zenekar hangszerei és zenéjük, Morris Warman fényképeivel), 1973
- Tanglewood, 1976
- Opera, 1979
- Basically Bach: A 300th Birthday Celebration (Alapvető Bach: Születése 300. évfordulója ünnepe), 1985
- Book of Classical Music Lists (Klasszikus zenei listák könyve), 1988

## Halála
2001. február 22-én, 83 évesen halt meg, New Yorkban. Felesége, Barbara; két fia, Seth és Joel; egy lánya, Natalie; és négy unokája gyászolta.

## Fordítás
Ez a szócikk részben vagy egészben  a   Herbert Kupferberg című olasz Wikipédia-szócikk ezen változatának fordításán alapul.  Az eredeti cikk szerkesztőit annak laptörténete sorolja fel. Ez a jelzés csupán a megfogalmazás eredetét és a szerzői jogokat jelzi, nem szolgál a cikkben szereplő információk forrásmegjelöléseként.